# Gzhelien
| Systeem                                                              | Subsysteem (NW-Europa) | Etage (NW-Europa) | Serie (ICS)   | Etage (ICS) | Ouderdom (Ma) |
| -------------------------------------------------------------------- | ---------------------- | ----------------- | ------------- | ----------- | ------------- |
| Perm                                                                 | Rotliegend             | Autunien          | Cisuralien    | Asselien    | jonger        |
| Carboon                                                              | Silesien               | Stephanien        | Pennsylvanien | Gzhelien    | 298,9–303,7   |
| Carboon                                                              | Silesien               | Westfalien        | Pennsylvanien | Kasimovien  | 303,7–307,0   |
| Carboon                                                              | Silesien               | Westfalien        | Pennsylvanien | Moscovien   | 307,0–315,2   |
| Carboon                                                              | Silesien               | Westfalien        | Pennsylvanien | Bashkirien  | 315,2–323,2   |
| Carboon                                                              | Silesien               | Namurien          | Pennsylvanien | Bashkirien  | 315,2–323,2   |
| Carboon                                                              | Silesien               | Mississippien     | Serpukhovien  | 323,2–330,9 |               |
| Carboon                                                              | Dinantien              | Mississippien     | Viséen        | Viséen      | 330,9–346,7   |
| Carboon                                                              | Dinantien              | Mississippien     | Tournaisien   | Tournaisien | 346,7–358,9   |
| Devoon                                                               | Boven                  | Famennien         | Boven         | Famennien   | ouder         |
| Indeling van het Carboon gebruikt in Noord-Europa en volgens de ICS. |                        |                   |               |             |               |

Het Gzhelien (Vlaanderen: Gzheliaan) is in de geologische tijdschaal van de ICS de bovenste etage in het Boven-Carboon (Pennsylvanien). Het Gzhelien komt overeen met de in Europa gebruikte etage Stephanien en heeft een ouderdom van 303,7 ± 0,1 tot 298,9 ± 0,2 Ma. Het volgt op het Kasimovien en ligt onder het Asselien, de onderste etage van het Perm.

## Naamgeving en definitie
Het Gzhelien is genoemd naar de Russische stad Gzjel (Russisch: Гжель; Engelse transliteratie is Gzhel'). De etage en typelocatie werden vastgelegd door Sergei Nikitin (1850–1909) in 1890.
De basis van het Gzhelien is bij het eerste voorkomen van de fusulinide-geslachten Daixina, Jigulites en Rugosofusulina of het eerste voorkomen van de conodont Streptognathodus zethus. De top van de etage ligt bij het eerste voorkomen van de conodont Streptognathodus isolatus binnenin de Streptognathus "wabaunsensis" conodonten-chronocline. Zes meter hoger in het referentieprofiel verschijnt de fusulinide Sphaeroschwagerina vulgaris aktjubensis.
Op het moment (2008) is er nog geen golden spike for het Gzhelien vastgelegd. Een kandidaat is een sectie langs de Oessolka (een zijrivier van de Belaja) aan de rand van het gehucht Krasnoussolski, 120 km ten zuidoosten van Oefa en 60 km ten noordoosten van Sterlitamak (in Basjkortostan).

## Biozones
Het Gzhelien wordt onderverdeeld in vijf biozones van het conodontengeslacht Streptognathodus:
- Zone van Streptognathodus wabaunsensis en Streptognathodus bellus
- Zone van Streptognathodus simplex
- Zone van Streptognathodus virgilicus
- Zone van Streptognathodus vitali
- Zone van Streptognathodus simulator